# نامتسو
نامتسو هي بحيرة في الصين ومعناها باللغة المنغولية البحيرة السماوية، لا تقوم على هذه البحيرة أو قرية ولكن هناك عدد من البدو الرُحّل الذي يسكنون حولها في فترات مختلفة من السنة، تقع البحيرة تحديدا ضمن منطقة التبت ذاتية الحكم وتبعد 112 كم عن عاصمة المنصقة لاسا وتقع بين مقاطعة بيانقون في ولاية ناقكو وبين مقاطعة دامكسونق.

## المناخ
يظهر الجدول التالي التغييرات المناخية على مدار السنة لنامتسو:
| البيانات المناخية لـنامتسو        | البيانات المناخية لـنامتسو | البيانات المناخية لـنامتسو | البيانات المناخية لـنامتسو | البيانات المناخية لـنامتسو | البيانات المناخية لـنامتسو | البيانات المناخية لـنامتسو | البيانات المناخية لـنامتسو | البيانات المناخية لـنامتسو | البيانات المناخية لـنامتسو | البيانات المناخية لـنامتسو | البيانات المناخية لـنامتسو | البيانات المناخية لـنامتسو | البيانات المناخية لـنامتسو |
| الشهر                             | يناير                      | فبراير                     | مارس                       | أبريل                      | مايو                       | يونيو                      | يوليو                      | أغسطس                      | سبتمبر                     | أكتوبر                     | نوفمبر                     | ديسمبر                     | المعدل السنوي              |
| --------------------------------- | -------------------------- | -------------------------- | -------------------------- | -------------------------- | -------------------------- | -------------------------- | -------------------------- | -------------------------- | -------------------------- | -------------------------- | -------------------------- | -------------------------- | -------------------------- |
| متوسط درجة الحرارة الكبرى °م (°ف) | −3.0 (26.6)                | −1.4 (29.5)                | 1.7 (35.1)                 | 5.6 (42.1)                 | 10.0 (50.0)                | 14.0 (57.2)                | 14.4 (57.9)                | 13.4 (56.1)                | 11.7 (53.1)                | 6.5 (43.7)                 | 1.4 (34.5)                 | −1.7 (28.9)                | 6.1 (42.9)                 |
| المتوسط اليومي °م (°ف)            | −11.8 (10.8)               | −9.6 (14.7)                | −6.1 (21.0)                | −1.7 (28.9)                | 2.9 (37.2)                 | 7.3 (45.1)                 | 8.4 (47.1)                 | 7.7 (45.9)                 | 5.6 (42.1)                 | −0.3 (31.5)                | −6.8 (19.8)                | −10.5 (13.1)               | −1.2 (29.8)                |
| متوسط درجة الحرارة الصغرى °م (°ف) | −20.6 (−5.1)               | −17.8 (0.0)                | −13.8 (7.2)                | −9.0 (15.8)                | −4.2 (24.4)                | 0.7 (33.3)                 | 2.5 (36.5)                 | 2.1 (35.8)                 | −0.4 (31.3)                | −7.1 (19.2)                | −14.9 (5.2)                | −19.3 (−2.7)               | −8.5 (16.7)                |
| الهطول مم (إنش)                   | 1 (0.0)                    | 1 (0.0)                    | 1 (0.0)                    | 4 (0.2)                    | 14 (0.6)                   | 51 (2.0)                   | 87 (3.4)                   | 87 (3.4)                   | 48 (1.9)                   | 10 (0.4)                   | 2 (0.1)                    | 1 (0.0)                    | 307 (12)                   |
| المصدر: Climate-Data.org          |                            |                            |                            |                            |                            |                            |                            |                            |                            |                            |                            |                            |                            |

## معرض صور

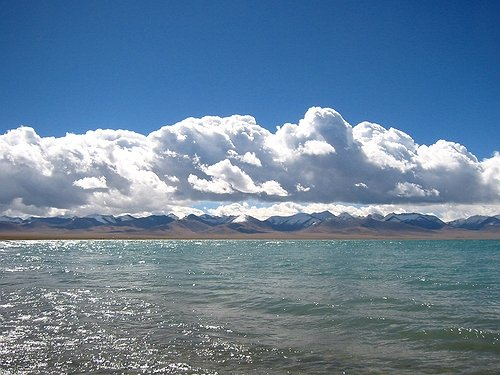
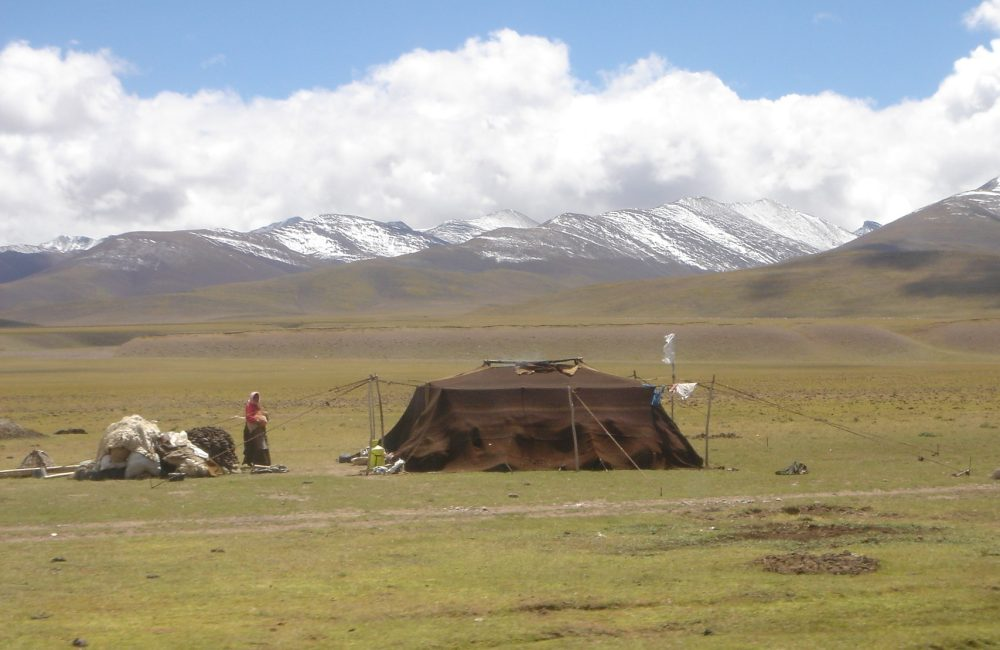
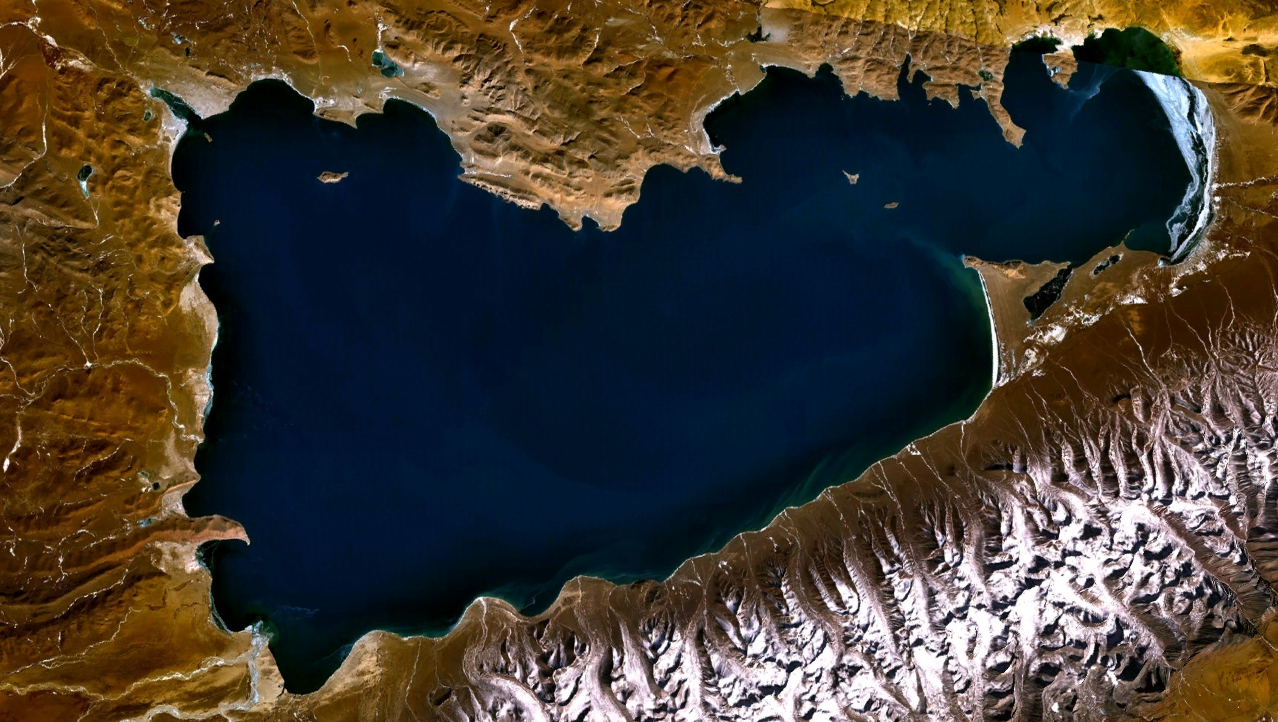
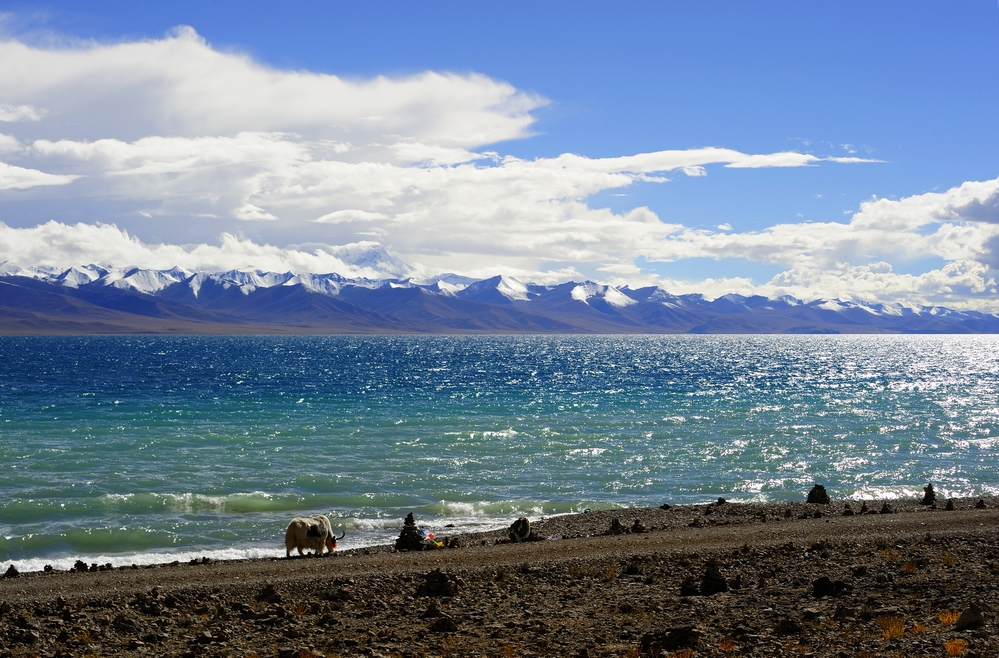